# Antonio Manuel Sánchez Gómez
Antonio Manuel Sánchez Gómez, más conocido como Manu, (nacido el 25 de enero de 1979) es un exfutbolista español que jugaba como interior derecho.
Formado en las categorías inferiores del Real Madrid, Manu fue traspasado al Málaga CF, el equipo de su ciudad natal, en enero de 2002. Con el Málaga CF debutó en Primera División ante el Alavés el 10 de febrero de 2002 y jugó con relativa frecuencia durante cinco temporadas y media. Su mejor temporada fue la 2002-03, en la que jugó 36 partidos y marcó 6 goles. Además, clasificó al Málaga CF para cuartos de final de la Copa de la UEFA al marcar el gol más importante de su carrera ante el AEK Atenas FC el 27 de febrero de 2003.
En 2007, el Málaga CF incluye a Manu Sánchez en su expediente de regulación de empleo y el futbolista acaba fichando por el Hércules CF, en Segunda División. Allí jugó sólo 9 partidos y rescindió su contrato al final de la temporada cuando aún le restaban dos años más de contrato.
El 1 de enero de 2009 ficha por el Antequera Club de Fútbol con el que disputó un total de 10 encuentros en Segunda División B, rescindiendo su contrato en 2010 y colgando las botas con tan solo 31 años.

## Palmarés

### Copas internacionales
| Título                    | Club        | País   | Año  |
| ------------------------- | ----------- | ------ | ---- |
| Copa Intertoto de la UEFA | Málaga C.F. | España | 2002 |

## Trayectoria futbolística
| Club          | País   | Año       |
| ------------- | ------ | --------- |
| Real Madrid C | España | 1998-1999 |
| Real Madrid B | España | 1999-2002 |
| Málaga CF     | España | 2002-2007 |
| Hércules CF   | España | 2007-2008 |
| Antequera CF  | España | 2009-2010 |